# Hellborn (film, 2003)
Pour les articles homonymes, voir Hellborn.
Pour plus de détails, voir Fiche technique et Distribution.
Hellborn est un film américain réalisé par Philip J. Jones, sorti en 2003.

## Fiche technique
- Titre : Hellborn
- Réalisation : Philip J. Jones
- Scénario : Matt McCombs
- Production : Scott Bedno, Anthony J. Callie, Donald G. Hunt et Priscilla Padilla
- Société de production : Paragon Film Group
- Musique : Steve Bauman et Valentine Leone
- Photographie : Mark Melville
- Montage : John Dorsett
- Décors : Michael Voelker
- Costumes : Kathy Pillsbury
- Pays d'origine : États-Unis
- Format : Couleurs - 1,78:1 - Stéréo - 35 mm
- Genre : Fantastique, horreur
- Durée : 82 minutes
- Date de sortie : 21 juillet 2003 (sortie vidéo Royaume-Uni)

## Distribution
- Bruce Payne : le docteur McCort
- Matt Stasi : James Bishop
- Tracy Scoggins : Helen
- Julia Lee : Lauren
- Tom Lister, Jr. : Smithy
- Gregory Wagrowski : Hadley
- Bill McKinney : l'employé de la station essence
- Randall England : Harry Smith
- Joe Sabatino : Frank
- Deborah Flora : l'infirmière Wells
- Kyle T. Heffner : le docteur Peter Francis
- Stefan Marchand : Mark
- Michael Earl Reid : Que
- David Jean Thomas : Jackson
- Patrick Newall : le policier
- Angel Boris : l'infirmière

## Autour du film
- Le tournage s'est déroulé à Norwalk et Racine.
- Hellborn est le dernier film réalisé par Philip J. Jones, décédé d'un cancer en mars 2003.